# Agrostis sinocontracta
Agrostis sinocontracta är en gräsart som beskrevs av Sylvia Mabel Phillips och Shen g Lian Lu. Agrostis sinocontracta ingår i släktet ven, och familjen gräs. Inga underarter finns listade i Catalogue of Life.